# Forsthaus Zedlitz

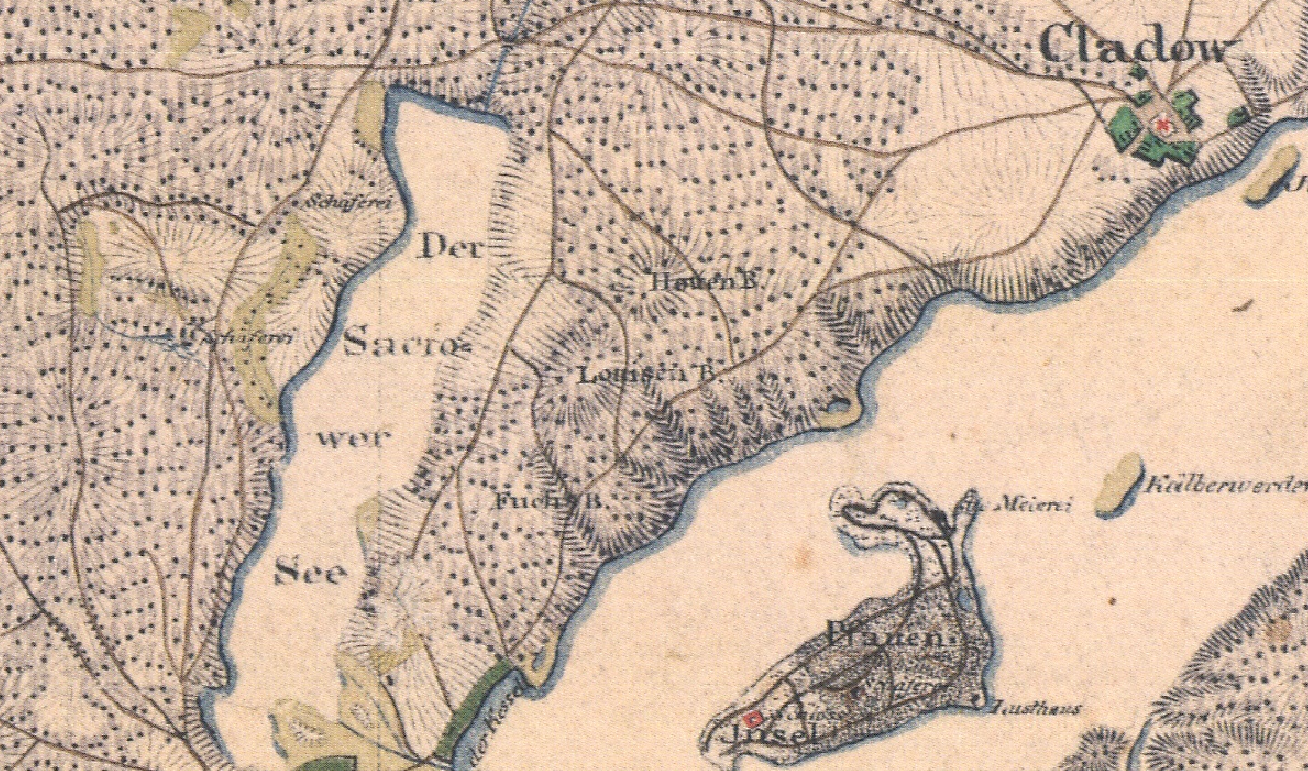
Berlin-Kladow, Forsthaus Zedlitz, Sacrower See und Pfaueninsel auf der Deckerkarte von 1816/1819, zeigt zwei Schäfereien

Das Forsthaus Zedlitz ist ein inoffizieller Wohnplatz im Gemeindeteil Sacrow der Landeshauptstadt Potsdam (Brandenburg). Er entstand aus einer 1680 erstmals dokumentierten Schäferei des Gutes Sacrow. Die Schäferei wurde bis etwa 1840 aufgegeben, und stattdessen wurde 1842 eine Försterei für den Schutzbezirk Sacrow eingerichtet.

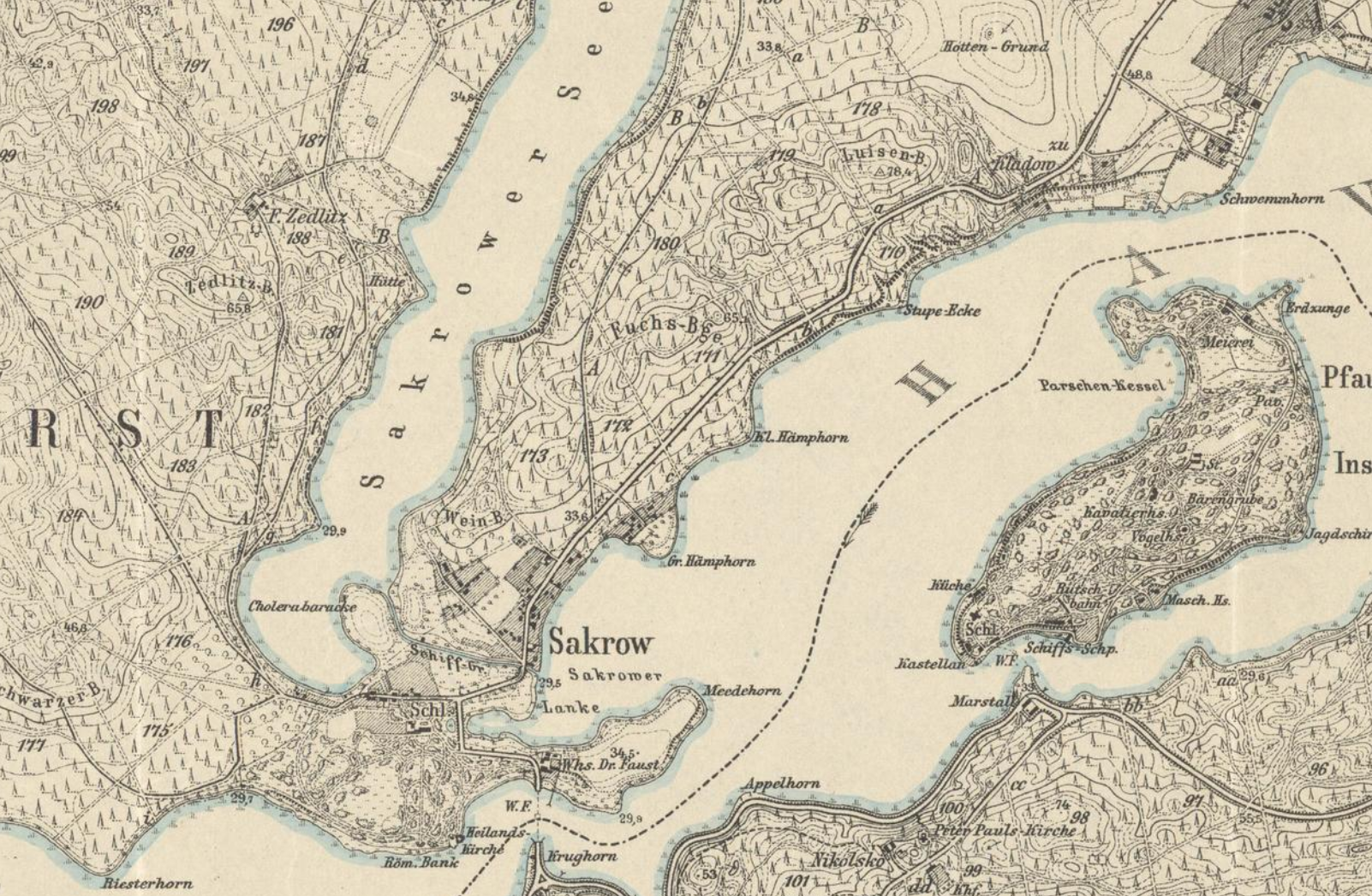
Ausschnitt aus dem Messtischblatt 3544 von 1917

## Lage
Das Forsthaus Zedlitz liegt etwa 1,5 km Luftlinie nordwestlich vom Ortskern von Sacrow und auf der Gemarkung von Sacrow mitten im Wald. Er liegt auf rd. 40 m ü. NHN. Südlich des Wohnplatzes liegt der 65,5 m ü. NHN hohe Zedlitzberg, östlich und nordöstlich verläuft das Feuchtgebiet Langes Fenn. Der Wohnplatz ist über eine Abzweigung von der Straße Krampnitz-Sacrow zu erreichen. Forsthaus Zedlitz hat die Straßenbezeichnung Im Königswald 1.

## Geschichte
Die Lokalität erscheint erstmals in der Karte von Suchodoletz von 1680 als Zelitzberg. Damals war etwas nördlich dieses Berges eine Schäferei des Gutes Sacrow entstanden. Der (Flur-)Name Zedlitz leitet sich von einer altpolabischen Grundform *Sedlišče = Dorfstätte, Siedlung ab. Er könnte ein Hinweis auf eine frühere slawische Siedlung sein, die irgendwo in der Nähe des Zedlitzberges lag.
Das Rittergut in Sacrow gehörte Ende des 17. Jahrhunderts dem Moritz Andreas von Wartenberg. In der noch recht ungenauen Schmettaukarte von 1767/87 ist diese Schäferei allerdings deutlich weiter nordöstlich (als das spätere Forsthaus Zedlitz) eingezeichnet, nordöstlich vom Langen Fenn gelegen. Trotz der Ungenauigkeiten der Schmettaukarte lässt sich die Lage der dort verzeichneten Schäferei nicht mit der Lage des späteren Forsthaus Zedlitz in Übereinstimmung bringen. In der Deckerkarte von 1816/19 sind dann zwei Schäfereien verzeichnet, eine nordöstlich des Langen Fenns (etwa an der Stelle, an der in der Schmettaukarte die Schäferei liegt) und eine zweite Schäferei an der Stelle des späteren Forsthauses. An der Stelle nordöstlich des Langen Fenns sind allerdings keine Gebäude mehr zu erkennen. Man darf daher sicher annehmen, dass die 1680 genannte Schäferei nicht an der Stelle des heutigen Forsthauses lag, sondern weiter nordöstlich jenseits des Langen Fenns. Wann sie allerdings an die Stelle des späteren Forsthauses verlegt wurde, bzw. die zweite Schäferei aufgebaut wurde, ließ sich bisher nicht ermitteln.
1840 kaufte der Domänenfiskus das Rittergut Sacrow von fünf Brüdern mit dem Familiennamen Magnus: Martin (1796–1869), Eduard (1799–1872), Heinrich Gustav (* 1802–1870), Ferdinand Ludwig (* 1804, † 1865) und Albert (1809–1859) für 60.000 Taler. Ferdinand Ludwig Magnus kaufte sich 1841 den Gerlachshof bei Zossen. Heinrich Gustav Magnus war ein bekannter Physiker und Chemiker.
Im März 1841 wurden die Forstflächen sowie die Äcker, Wiesen, Gärten, Hof- und Baustellen sowie der Sacrower See, zusammen insgesamt 3183 Morgen und 125 Quadratruten, dem Forstfiskus überwiesen und dem Forst Potsdam einverleibt; kommunalrechtlich gehörte das dieses Areal nun zum Gutsbezirk Potsdamer Forst/Forst Potsdam (oder ähnliche Schreibweisen). 1842 kam noch eine Fläche von 12 Morgen und 45 Quadratruten hinzu. Der Gutsbezirk Sacrow mit dem Ort und dem Herrenhaus hatte dagegen 1860 nur noch eine Fläche von 51 Morgen. Dort hatte König Friedrich Wilhelm IV. 1841 von Ludwig Persius die Heilandskirche errichten lassen. Zwischen 1843 und 1844 hatte Ludwig Persius auch das Herrenhaus mit den Nebengebäuden umgebaut, teils auch neu gebaut. Der Schlosspark wurde von Peter Joseph Lenné gestaltet.
1842 wurde nun auf dem Areal der ehemaligen Schäferei des Gutes Sacrow eine Unterförsterei für den Schutzbezirk Sacrow neu angelegt.

„Dem aus der ehemaligen Schäferei des Gutes Sacrow im Osthavelländischen Kreise neu eingerichteten Förster-Etablissement ist der Name Zedlitz beigelegt worden. Potsdam, den 22. Januar 1843.“

Ab spätestens 1850 wird das Forsthaus nicht mehr als „Unterförsterei“, sondern nur noch als „Försterei“ bezeichnet.
Der Name Zedlitz für die neue Försterei bzw. den dazugehörigen Schutzbezirk setzte sich zunächst nicht sofort durch. So ist z. B. noch im Forst- und Jagdkalender für Preußen von 1855 zu lesen Försterei Sacrow (in Zedlitz) bzw. in der Ortschaftsstatistik von 1860 Schutzbezirk Sacrow und Forsthaus Zedlitz.
1860 gehörten der Ort Sacrow und das Forsthaus Zedlitz auch kommunalrechtlich unterschiedlichen Gutsbezirken an. Der Schutzbezirk Sacrow und die Försterei Zedlitz gehörten zum Gutsbezirk Forstrevier Potsdam Anteil, der Ort Sacrow bildete einen eigenen Gutsbezirk. Im Forsthaus Zedlitz wohnten damals acht Personen. 1871 hatte das Forsthaus Zedlitz dann sechs Bewohner. 1885 lebten in dem einen Wohnhaus in Zedlitz, sieben Personen, 1895 waren es zehn Bewohner. Der Gutsbezirk, zu dem das Forsthaus Zedlitz gehörte, hieß nun Gutsbezirk Potsdam Oberförsterei. Die Bewohner des Forsthauses Zedlitz waren nach Sacrow eingekircht.
Um/nach 1900 wurden die Jagen 170–201 des Gutsbezirk Potsdam Oberförsterei/Forst Potsdam (das Forsthaus Zedlitz lag im Jagen 188), als neuer Gutsbezirk Sacrow Forst abgetrennt. 1924 gehörten zur Försterei Zedlitz folgendes Dienstland, das der Förster mit Übernahme der Stelle gegen eine kleine Pacht erhielt; 0,107 ha Garten, 2,097 ha Acker und 5,059 ha Wiese. 1928 wurden die Jagen 170–201 des Forstes Potsdam (= Gutsbezirk Sacrow Forst mit der Försterei Zedlitz), etwa 757 ha, mit der Gemeinde Sacrow vereinigt. Zur Gemarkung Sacrow kamen auch Teile des Gutsbezirks Havelstrom hinzu. Die Gemarkung Sacrow hatte daher 1931 eine Größe von 1049 ha.

## Stellung der Försterei in der Forstverwaltungshierarchie
Zur Zeit der Gründung der Försterei Zedlitz war die Försterei dem Revier Potsdam unterstellt. Mit der Revision der Forstverwaltung in der Provinz Brandenburg 1850 wurde aus den Revieren Potsdam und Bornim die (vereinigte) Oberförsterei Potsdam-Bornim. Ab 1901 hieß die übergeordnete Forstbehörde lediglich noch Oberförsterei Potsdam. 1934 wurde die Oberförsterei Potsdam schließlich in Forstamt Potsdam umbenannt. 1939 wurde vom Forstamt Potsdam das Forstamt Königswald mit den Schutzbezirken Bornim, Krampnitz und Zedlitz abgespalten. Das Forsthaus Zedlitz brannte in den 1930er Jahren ab und wurde neu aufgebaut. Es war 1931 ein Wohnplatz in der Gemeinde Sacrow. Es ist heute in Privatbesitz.
Sacrow wurde 1939 in den Stadtkreis Potsdam eingegliedert. Nach der derzeitigen kommunalpolitischen Hierarchie ist Sacrow ein Gemeindeteil der Stadt Potsdam.

## Förster in der Försterei Zedlitz
- (1842) bis 1843 Förster Otto Carl Friedrich Conrad (* 6. November 1808, † 1884), nur interimistisch, wurde in die Försterei Stendenitz (Oberförsterei Alt Ruppin) versetzt,[20] danach in die Försterei Rottstiel (Oberförsterei Alt Ruppin), dann in die Försterei Frankendorf (Oberförsterei Neuglienicke)
- ab 1843 bis 24. April 1854 Hegemeister Karl Ludwig Ernst († 24. April 1854)[20][21]
- ab 1. Juli 1854 bis 1874 Förster Adolph Hinze (* 30. Januar 1801 in Freiburg),[7] war bisher in der Försterei Sellenwalde (Oberförsterei Menz)[21]
- ab 1. Juli 1874 bis 30. April 1885 Förster Karl Heinrich Schelp (* 12. Oktober 1834 in Holzhausen bei Pyrmont), vorher Försterei Damelang (Oberförsterei Lehnin), wurde 1885 in die Försterei Bornstädt/Bornim (Oberförsterei Potsdam) versetzt,[22][23][24] erhielt 1891 das Ehrenportepée,[25][16] 1898 das Allgemeine Ehrenzeichen,[26] zuletzt Hegemeister
- ab 1. Mai 1885 bis 30. Juni 1891 Förster Wilhelm Fischer (* 2. September 1849 in Müncheberg), vorher Försterei Bismarck (Oberförsterei Liebenwalde),[27] (ursprünglich sollte Förster Witte, vorher Försterei Liepe (Oberförsterei Chorin) nach Zedlitz versetzt werden, das kam aber nicht zustande)[28] wurde 1891 in die Försterei Jänickendorf (Oberförsterei Woltersdorf) versetzt,[29] wurde 1902 in die Försterei Plantagenhaus (Oberförsterei Potsdam) versetzt
- ab 1. Juli 1891 bis 1907 Förster Karl Gustav Reschke (* 19. September 1846 in Schadau, Kr. Marienwerder, † 25. April 1907), war vorher in der Försterei Wensickendorf (Oberförsterei Oranienburg),[30] Diensteintritt: 1. Januar 1881,[31] er wurde 1905 zum Hegemeister ernannt[32][16][33]
- ab 1. Juli 1907 bis (1924) Förster Wilhelm Liske (* 17. Dezember 1859 in Haage, † 11. Juni 1927), er war vorher in der Försterei Kolpin (Oberförsterei Kolpin),[34][35][36] wurde 1912 zum Hegemeister ernannt[37][13]
- (1925) bis (1938) Revierförster Richard Gustav Christian Schulz (* 16. Dezember 1877 in Siede, Krs. Soldin)[38][39][40][17][41]

## Naturschutzgebiet
Schon 1941 wurde ein großer Teil des Waldgebietes zwischen Krampnitz und Sacrow, insgesamt 801 ha und damit das Kerngebiet des Schutzbezirks Sacrow, zum Naturschutzgebiet Sacrower See und Königswald erklärt.